# Лащенков Сергій Миколайович
Сергій Миколайович Лащенков (нар. 24 березня 1980, Здолбунів, Рівненська область, Українська РСР) — український і молдовський футболіст, виступав за Збірну Молдови з футболу.

## Кар'єра

### Клубна
Сергій Лащенков розпочинав грати у футбол захисником у складі команди Здолбунівської ДЮСШ, граючи на обласному рівні. У 14 років навчався у спорт-інтернаті в с. Сугаки (Вінницька обсласть).
На початку професійної кар'єри виступав за молдовський клуб «Чухур» і український «Кіровець» з Могилева-Подільського. У 1998 році перейшов до «Ністру» (Атаки), в команді провів 160 матчів і забив 3 голи.
Взимку 2005 року перейшов до харківського «Металісту». У чемпіонаті України дебютував 1 березня 2005 року в матчі проти одеського «Чорноморця» (2:1).
У вересні 2005 року перейшов до маріупольського «Іллічівця».
У липні 2007 року перейшов до львівських «Карпат». Наприкінці сезону 2007/08 керівництво «Карпат» розірвало контракт з Лащенковим, а у червні 2008 року він перейшов до азербайджанського клубу «Олімпіку» з Баку. У серпні 2009 року став новим капітаном команди.

### За збірну
За Збірну Молдови зіграв 36 матчів, голів у них не забивав.

### Скандал
У матчі «Металіст» — «Карпати» 26-го туру сезону 2007—2008, який пізніше було визнано договірним, Лащенков зрізав м'яч у свої ворота, а гра завершилася з рахунком 4:0 на користь «Металісту». 17 серпня 2010 стало відомо, що Сергій Лащенков довічно відсторонений від футбольної діяльності, а обидві команди оштрафовані на 9 очок. Проте 17 жовтня 2010 року апеляційний комітет ФФУ змінив термін дискваліфікації для футболіста з довічного на 5 років. Після відсторонення виступав за місцеву команду міста Здолбунів.